# Pannoparmelia wilsonii
Pannoparmelia wilsonii är en lavart som först beskrevs av Räsänen, och fick sitt nu gällande namn av D. J. Galloway. Pannoparmelia wilsonii ingår i släktet Pannoparmelia och familjen Parmeliaceae.   Inga underarter finns listade i Catalogue of Life.